# Pont des Arches (Liège)
Pour les articles homonymes, voir Arches.
Le pont des Arches, autrefois Souverain-Pont et pont de la Victoire après la révolution, est un pont de la ville de Liège traversant la Meuse et qui relie le centre au quartier d'Outremeuse en direction d'Aix-la-Chapelle. De nombreuses fois reconstruit depuis un millénaire, il a longtemps été le seul pont de la ville enjambant la Meuse. 

## Histoire

### La légende
Le premier pont sur la Meuse aurait été construit par Ogier de Danemarche en 785. Ce pont était en bois et fut emporté par la force des eaux.
Le chroniqueur Jean d'Outremeuse avait écrit vers le XIVe siècle :

« En 1036 au mois de juin eut lieu grande tampeste à Liège qu'il détruisit le grand pont qu'Oger le Danois avait fait faire pour aller en Richallon (c'est-à-dire vers Cornillon) a Donc Renaud (Reginar) fit défoncer (élever) les chaussées de Liège de dix pieds de haut et fit faire le pont de pierre et quand on fit ce grand pont on trouva une fontaine à fond de Meuse et le fit courir sur le pont ce qui fit grand plaisir aux pauvres gens et y demeura tant que les Liégeois commencèrent à vendre de la cervoise (bière) puis après fit faire deux ponts de bois entre le pont des arches et le pont d'Amercœur ces ponts sont ceulx de Saint Nicolas et de Saint Julien »

— Société royale des beaux-arts et de littérature (Ghent) Volume 2 p.466
.

### Souverain-Pont
En 841, l'évêque Hircaire en fait construire un plus solide qu'on nomma le Souverain-Pont. Probablement en bois, on prétend qu'il allait jusqu'à Cornillon au pied de la colline. Ce pont de bois souvent dégradé par le charriage des glaçons, traversait la Meuse en face de la rue Souverain-Pont et aboutissait dans la rue des Pêcheurs appelée à l'époque Pexheurue.

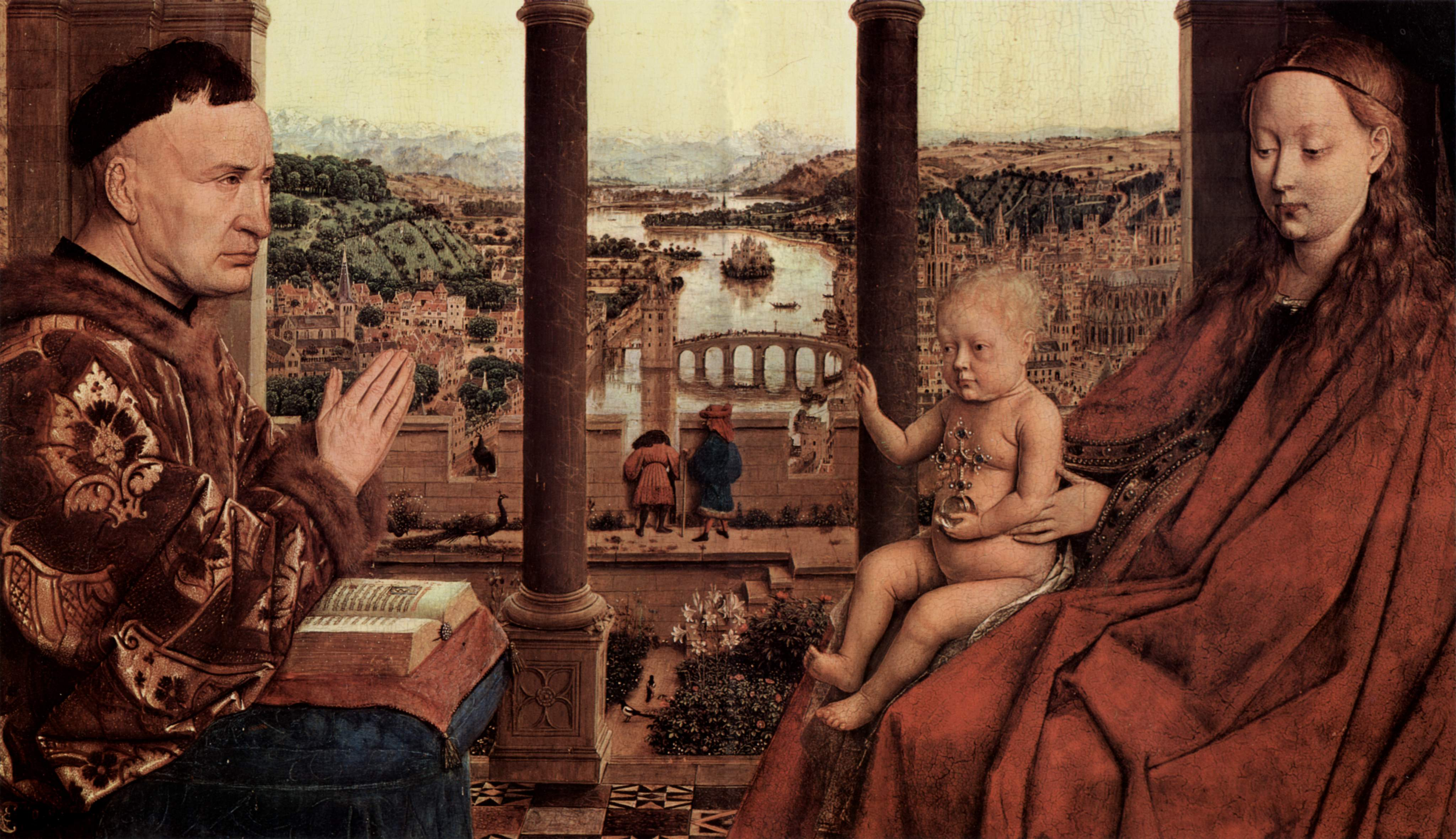
La Vierge du chancelier Rolin de Jan van Eyck, au fond, un des premiers Pont des Arches vers 1430

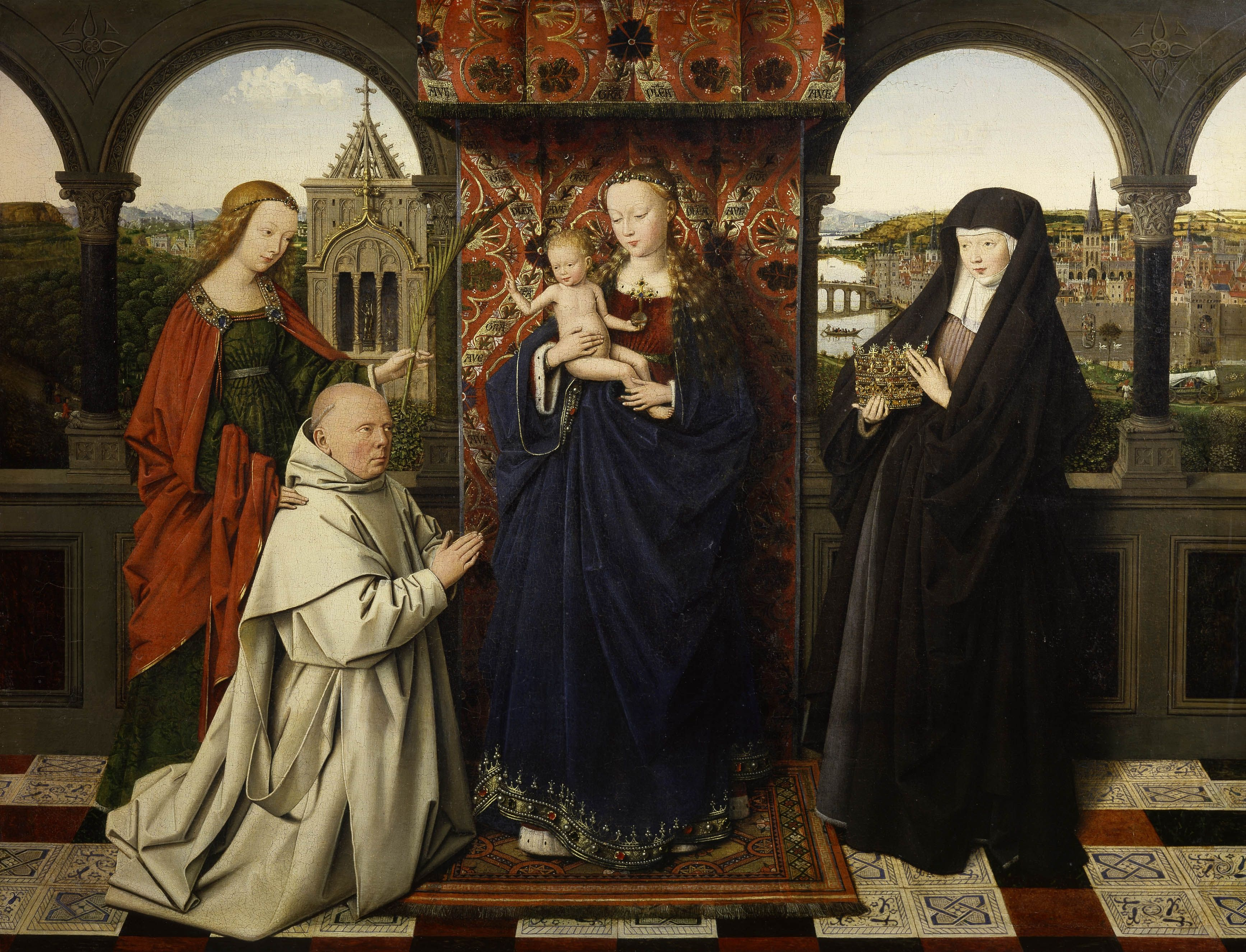
la Vierge au Chartreux de Jan Van Eyck

### Premier pont: Le Vieux-Pont-des-Arches
Réginard fait reconstruire ce pont en 1034. De sept arches, construit à l'endroit nommé au XIXe siècle, Vieux-Pont-des-Arches. De la rue du Pont à la chaussée des Prés, il va rester debout près de quatre siècles. C'est probablement celui qui est représenté par Jan van Eyck dans la Vierge du chancelier Rolin. Des vestiges de la deuxième arche côté rive gauche sont conservés aux sous-sols d'un magasin de la rue de la Cité et du n°2 de l'impasse du Vieux Pont des Arches. Cette deuxième arche est reprise sur la liste du patrimoine immobilier classé de Liège depuis 1998. Le pont fut emporté de nouveau par les eaux en 1409.

### Deuxième pont: Sainte-Barbe et Måle Govienne
Un pont de bateau puis de bois provisoire fut installé. Le nouveau pont est inauguré le 12 juillet 1446 après 22 ans de travaux. Il est cette fois édifié dans l'axe de Neuvice. De même que le précédent, ce pont fut rapidement couvert de maisons dans toute sa longueur. De plus, on éleva une chapelle dédiée à Sainte-Barbe sur la pile du milieu et une tour appelée Mâle Govienne, fortin flanqué de tourelles et tenu par la compagnie des arbalétriers, sur la seconde pile vers la rive droite. Cette tour fut démolie en 1612, les matériaux servirent à l'édification du pont de Saulcy qui était auparavant en bois. La dépense pour le pont de 1446 s'éleva à la somme de 30 500 florins du Rhin. En 1468, lors du sac de Liège par Charles le Téméraire, les deux arches du milieu sont rompues. On les rétablit en 1479 et, dans l'intervalle on passait au moyen de poutres jetées sur la brèche.
Au grand dam des Liégeois, Robert de la Marck fait dresser entre la chapelle et le corps de garde une porte avec un pont-levis mais dans une séance du Conseil de la Cité le 20 juin 1505, on résolut de démolir la porte et le pont-levis et de les transférer vers le quartier d'Outremeuse devant la tour de l'église Saint-Nicolas, alors charnière entre les rues Entre-deux-Ponts et Puit-en-Sock. 
En 1643, le pont est encore renversé par les eaux. Cet épisode est attribué à la pesanteur des maisons qui garnissaient les deux côtés du pont sur toute sa longueur et aux creusement de caves dans les piles du pont.

### Troisième pont: La Dardanelle

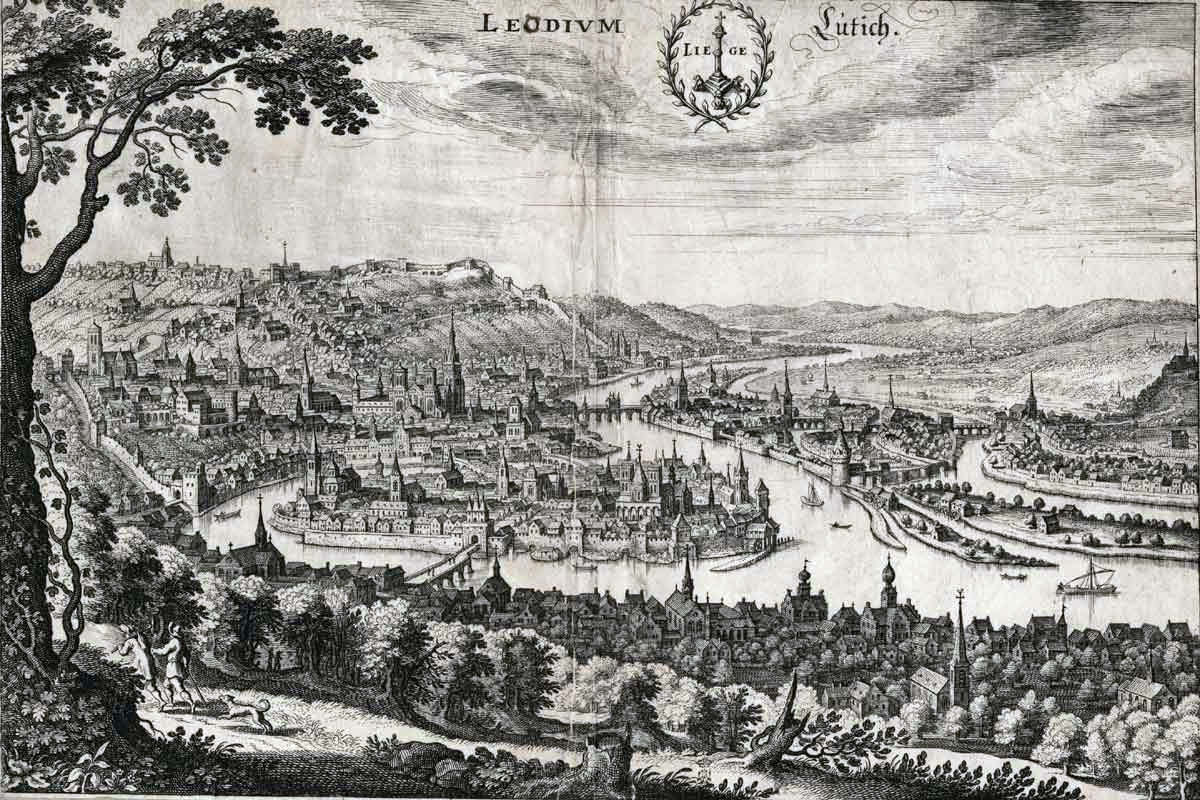
Liège en 1693. À gauche sur la Sauvenière, le pont d'Avroy, en haut sur la Meuse, un des anciens ponts des Arches. À droite, un des anciens ponts d'Amercœur.

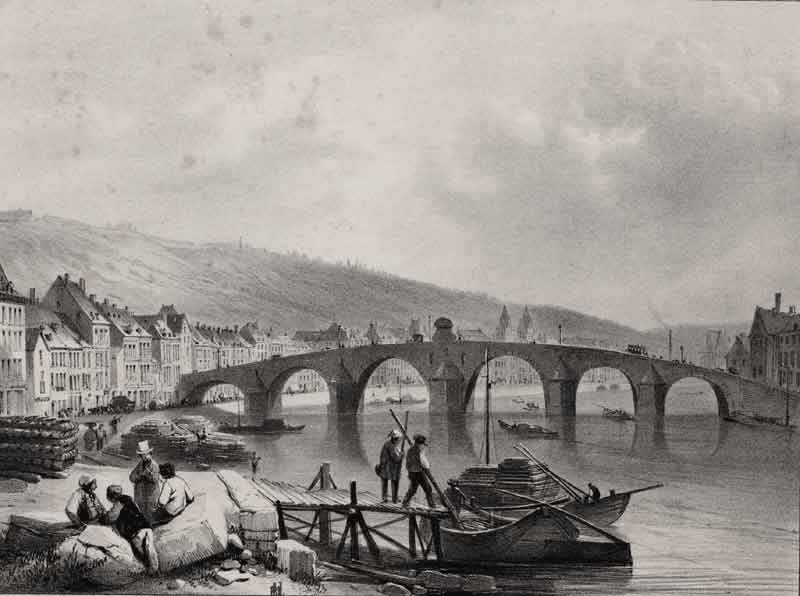
Liège Vers 1830. De la Rue-du-Pont à la Chaussée-des-Prés, par Paul Lauters

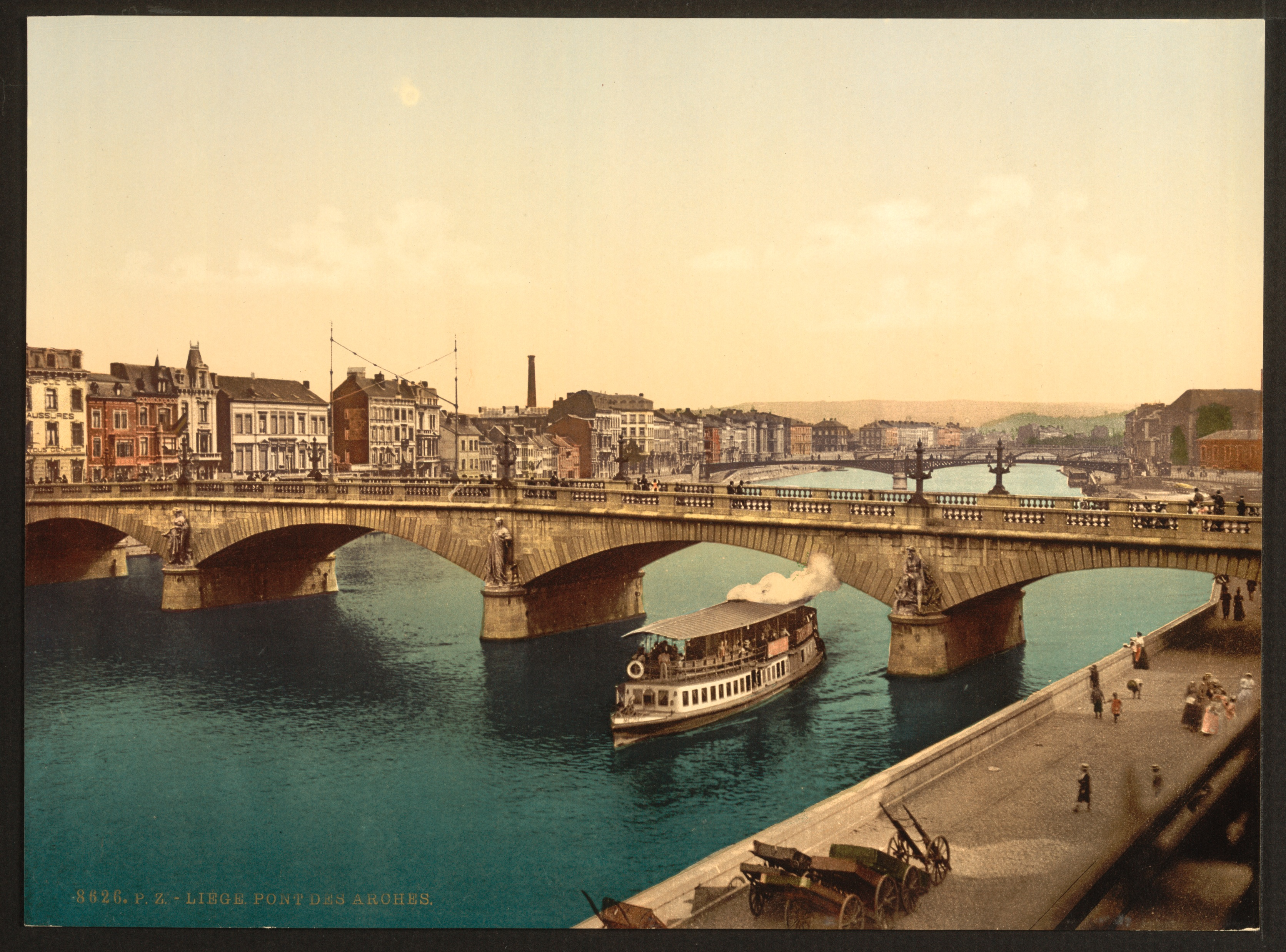
Le pont des Arches entre 1890 and 1900

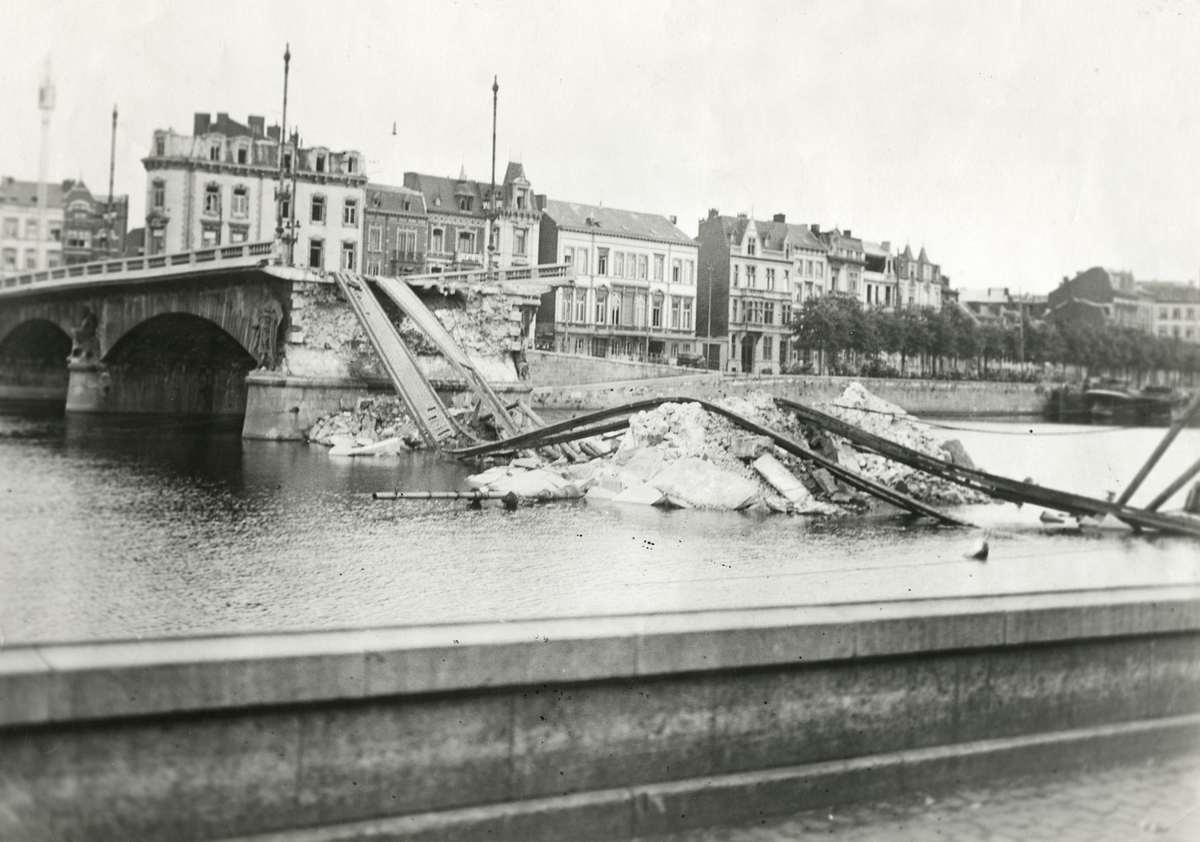
Le pont détruit en 1914

Reconstruit à partir de 1648, le pont est achevé en 1657. Sur le doubleau qui formait le centre du parapet droit était gravé l'inscription suivante :
IL EST INTERDIT DE BASTIR SVR LE PONT PERMIS A VN CHACVN DE S Y OPPOSER ET DEMOLIR SELON L ARTICLE FINAL DES MOYENS ESTABLIS POVR LA STRVCTVRE PAR LES SS BOVRGEMRES FOVLLON ET BEECKMAN L AN 1655
Cette défense était motivée par la chute du pont précédent dont les piles avaient été creusées pour servir de caves aux maisons dont les deux côtés étaient surchargés jusqu'à la chapelle Sainte-Barbe bâtie sur la pile centrale. Le doubleau servit de base à une pierre monumentale placée le 24 juillet 1663 et surmontée le même jour d'un crucifix en bronze grandeur nature, œuvre du sculpteur Jean Del Cour qui orne aujourd'hui le portail nord de la cathédrale Saint-Paul.
En dessous, on voyait les armes des bourgmestres Henri de Curtius et Pierre de Simonis et le chronogramme suivant qui donne la date 1663 LEGI E CIVES IesVM ADOIUTE. Les bourgmestres régents des années 1651, 1654, 1655, 1656 et 1657 y firent aussi graver leurs armes.
Six rosaces  encadraient la pierre et un cadran solaire était également placé derrière celle-ci.
Pendant la nuit qui suivit l'érection de cette pierre quelques plaisants y affichèrent un placard portant que :
Les Liegeois faisaient pire que les juifs lesquels s'étaient contentez d'enlever notre Seigneur J.C. entre deux larrons mais que les Liégeois l'avaient eslevé en croix entre 12 larrons. Tels reputaient ils les bourgmestres représentez par leurs noms et armes taillez dans la ditte pierre.
Donc, hormis la chapelle Sainte-Barbe, toute construction sur le pont est interdite. Cela dit, en 1684, le prince-évêque Maximilien Henri de Bavière fit élever au milieu du pont une tour armée de 8 canons pour empêcher la circulation en cas de troubles entre les deux parties de la ville séparées par la Meuse. Le crucifix fut placé au sommet de ce fortin qui reçut le nom de Dardanelle. Au-dessus de la porte du côté de la rive gauche on lisait le chronogramme suivant :
DIsCIte paCate sVb prInCIpe VIVere CIVes seDItIo poenIs nVLLa Carere soLet

#### Pont de la Victoire
Le 23 mars 1789, on commença à démolir la Dardanelle à une heure après midi on y travailla les dimanches et fêtes jusqu'au 15 avril. Le crucifix reprit sa première place le 17 septembre 1791, il y resta jusqu'au 17 septembre 1797 époque à laquelle il fut mis à la disposition de l'administration du département de l'Ourte pour servir de modèle à l'école de dessin.
Lors de la seconde entrée des Français commandés par le général Hatry le mercredi 27 juillet 1794 le pont fut pris d'assaut sur les Autrichiens qui le défendaient. Finalement les Autrichiens se replièrent à la Chartreuse.
En souvenir de cette action on lui donna le nom de Pont de la Victoire le 27 juillet 1796 après une cérémonie commémorative qu'on y célébra désormais tous les ans pour rappeler le souvenir de la défaite des Autrichiens. Enfin le 19 juillet 1797 la pierre érigée en 1663 fut remplacée par une dalle en marbre noir sur laquelle on grava cette inscription en lettres dorées :
PONT DE LA VICTOIRE ICI LES LIÉGEOIS ONT VU BRISER LEURS FERS NEUF THERMIDOR AN II DE LA RÉPUBLIQUE UNE ET INDIVISIBLE
Après la chute de l'Empire l'inscription de 1797 disparut et le pont reprit le nom de Pont des Arches.

### Quatrième pont: Création de la rue Léopold
Un quatrième pont des Arches est inauguré en 1860, la rue Léopold est percée dans le même axe en 1876. Le pont est détruit le 6 août 1914 par les troupes du génie pour freiner l'avancée des troupes allemandes. Plus tard, en enlevant les débris du pont détruit, des ouvriers déclenchèrent le reste des explosifs, détruisant le reste du pont. Les débris encombrèrent les quais pendant quelque temps.

### Cinquième pont: Entre-deux-guerres
Un pont de bateaux est construit par les Allemands ; une passerelle provisoire lui succède de 1919 à 1928.
L'avant-dernier pont des Arches est construit à partir de 1928 et inauguré pour l'exposition internationale de 1930.
Il est dynamité en mai 1940, pour freiner l'avancée des troupes allemandes et remplacé par une passerelle provisoire jusqu'en 1947.

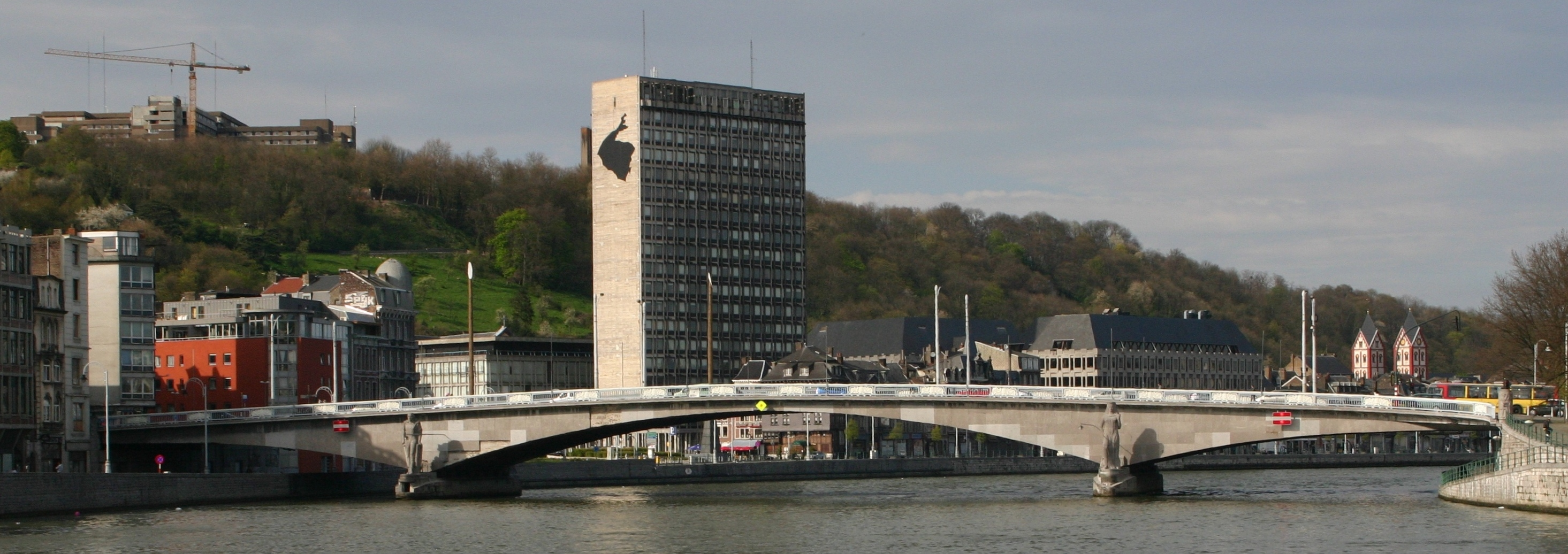
Pont des Arches en 2008, devant la Cité administrative (construit en 1947, architecte Georges Dedoyard)

## Pont actuel
Le pont actuel, le sixième, est mis en service le 28 décembre 1947 sur des plans de l'architecte Georges Dedoyard.

### Structure
C'est un ouvrage en béton armé à trois travées dont les portées des travées latérales sont de 33,375 m et de 66,750 m pour la travée centrale.
La largeur est de 20,50 m entre les garde-corps. Elle comporte 2 trottoirs de 3,5 m et une chaussée de 13,50 m, soit 4 bandes de circulation.
Initialement, il avait 2 voies de tram à 3 rails, soit une voie métrique et une voie normale avec un rail commun.
La superstructure du pont a nécessité la mise en œuvre de 2 970 m3 de béton et de 755 tonnes d'acier,.

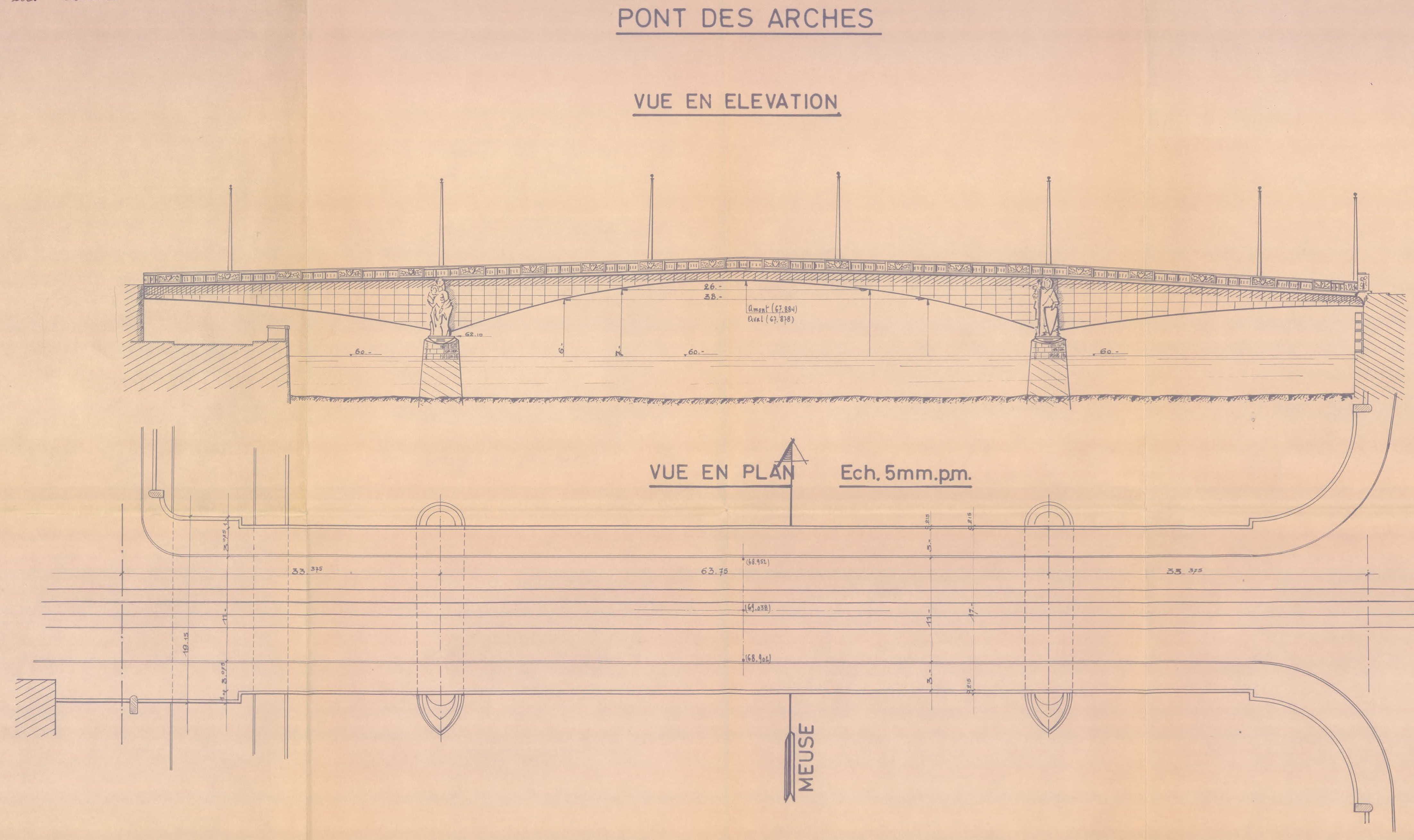
Schéma du pont des Arches

### Sculptures

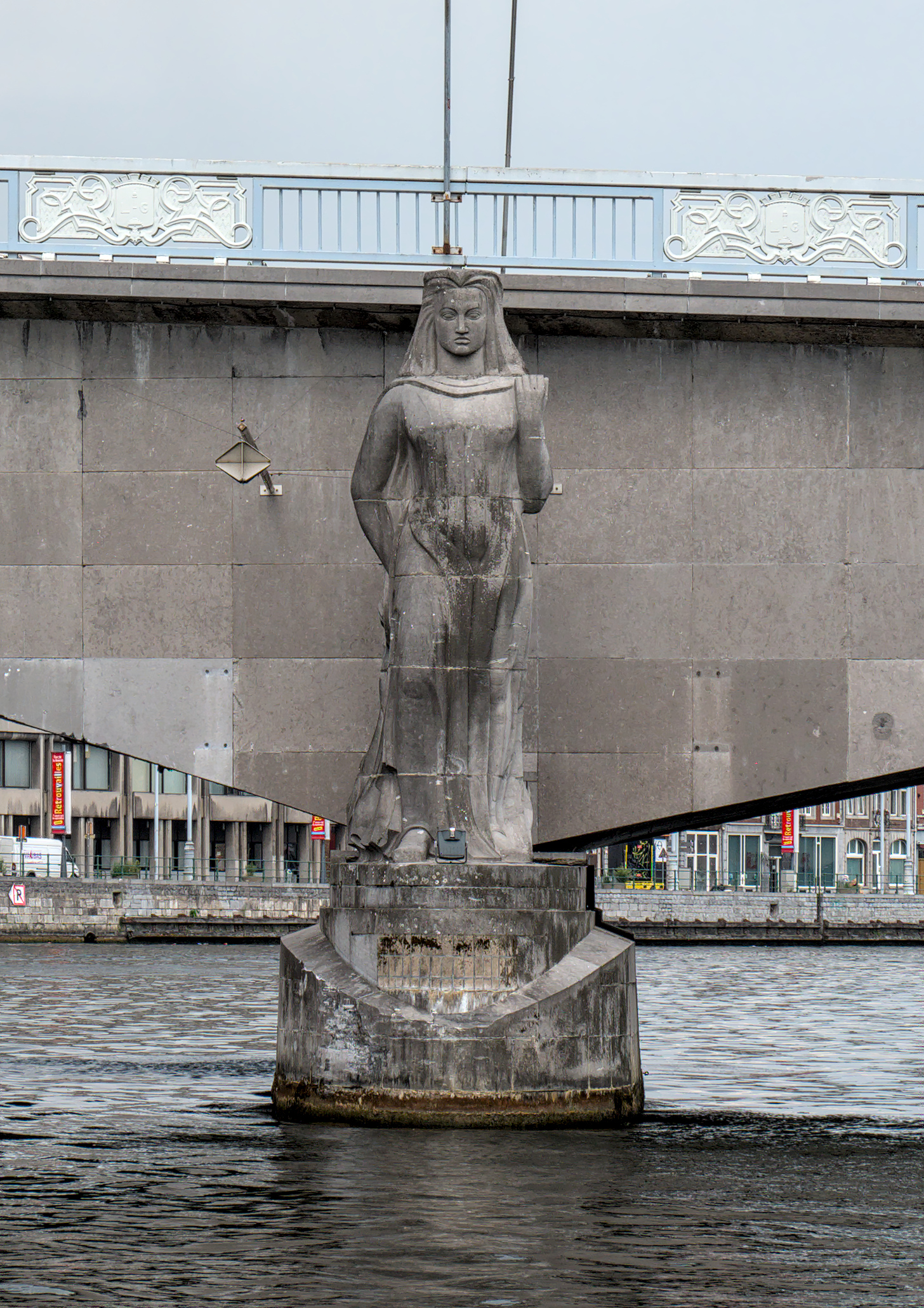
La résistance à l'occupant allemand (Gustave Fontaine)

Lors de sa reconstruction après la Seconde Guerre mondiale, le pont des Arches fait l'objet d'un vaste programme décoratif, auquel participent plusieurs artistes.

#### Statuaire
Les piles sont décorées de quatre statues féminines:
- Le Moyen Âge, évoqué par une chevalière en armes, 1948, sculpteur Adolphe Wansart
- La résistance à l'occupant allemand, symbolisée par une femme dissimulant une grenade dans son manteau, sculpteur Gustave Fontaine
- La révolution belge de 1830, évoquée par une femme aux chaînes brisées, 1948-1949, Alphonse Darville
- La Naissance de Liège, symbolisée par une mère et son enfant, allégorie de Liège, fille de Meuse, 1948, sculpteur Marceau Gillard

#### Bas-reliefs
Sur la rive gauche, des reliefs évoquent les sciences et techniques:
- Les travaux du pont, 1948, sculpteur Ernest Stroobants
- L'Art et la Technique, 1947, sculpteur Robert Massart (1892-1955)

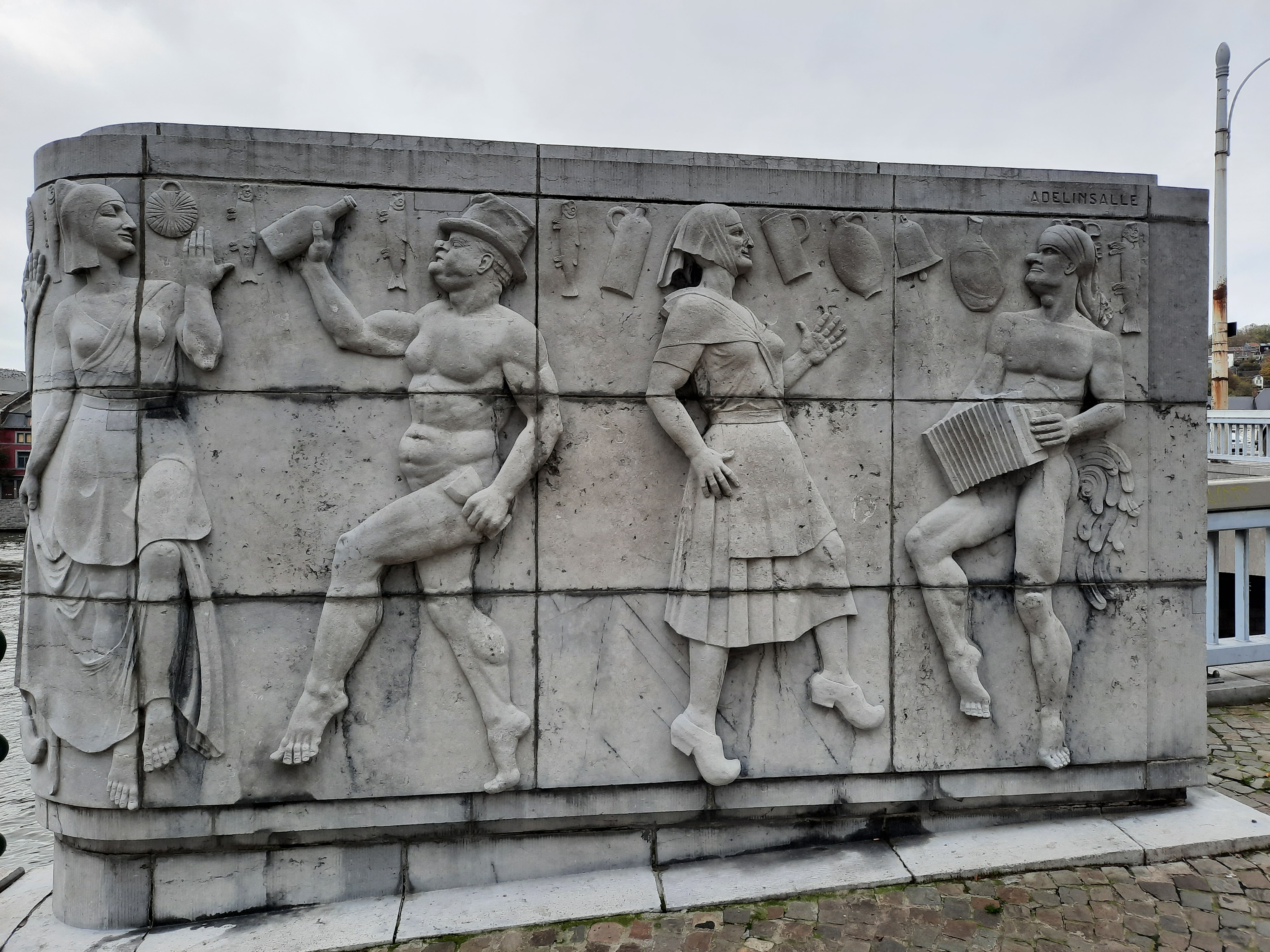
Scènes populaires liégeoises, Adelin Salle, 1949

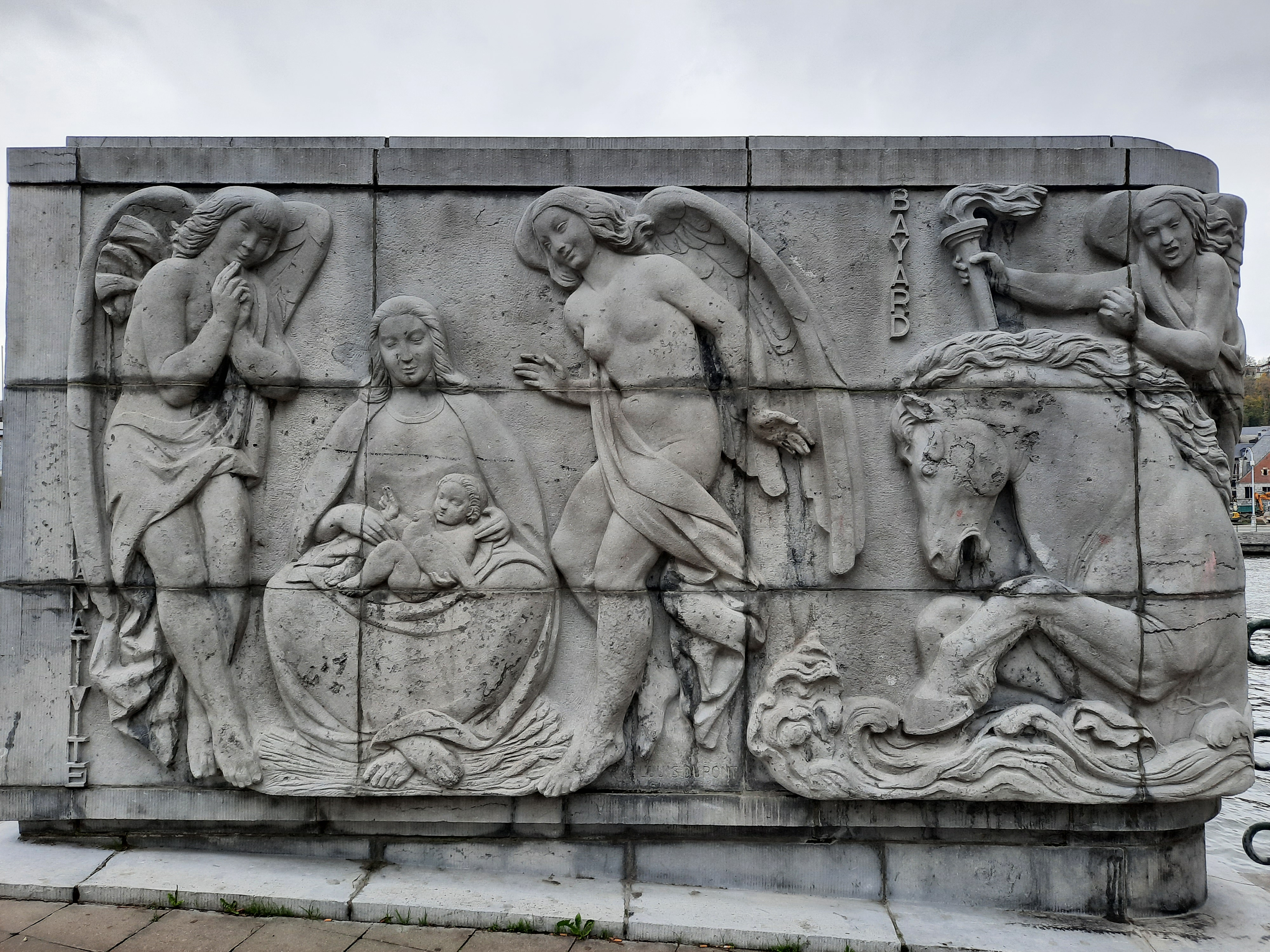
La Nativité et le cheval Bayard, Louis Dupont, 1949

Sur la rive droite, des reliefs en petit granit de Sprimont évoquent le folklore et les traditions mosanes. Ces deux reliefs sont restaurés en 2018 :
- Scènes populaires liégeoises, 1948-1949, sculpteur Adelin Salle
- Le Mystère de la Nativité et le cheval Bayard, 1949, sculpteur Louis Dupont

### Collision avec péniche
Le 24 septembre 2024, une des piles du pont est percutée par une péniche,. La stabilité du pont n'est pas remise en cause,. Par contre, la statue La Naissance de Liège est détruite et tombe dans la Meuse.

## Rues et quais adjacents
- axe actuel du Pont des Arches 
  - rive gauche
    - Rue Léopold

  - rive droite
    - Place Saint-Pholien
    - Rue Saint-Pholien
- axe de l'ancien pont
  - rive gauche
    - Rue du Pont
    - En Neuvice
    - Rue Pied-du-Pont-des-Arches

  - rive droite
    - Chaussée des Prés
- quais
  - rive gauche
    - Quai de la Ribuée
    - Quai Sur-Meuse

  - rive droite
    - Quai des Tanneurs
    - Quai de Gaulle

## Dans la littérature
- Le poète d' expression wallonne Joseph Vrindts en parle à plusieurs reprises dans ses poèmes[12].